# 인천가림초등학교
인천가림초등학교는 대한민국 인천광역시 서구에 있는 공립 초등학교이다.

## 학교 연혁
- 2001.01.08 인천가림초등학교 설립 인가
- 2002.09.25 인천가림초등학교 교명 지정
- 2005.03.01 초대 위운영 교장선생님 취임
- 2005.03.01 개교(26학급, 796명. 교원 계34명)
- 2005.06.16 여자 축구부 창단(선수 13명)
- 2006.02.18 제1회 졸업장 수여식(137명)
- 2007.08.31 시교육청 지정 학교혁신 연구학교 발표회
- 2007.12.13 인천광역시 교육과정우수학교 선정
- 2007.12.13 제6회 인천독서교육대상수상
- 2008.03.02 인천광역시교육청 ICT 미래형선도학교 지정
- 2008.06.03 전국소년체전 여자축구부 동메달 획득
- 2009.06.10 가림 영어교육센터 개관
- 2009.06.15 제38회 전국소년체육대회 여자축구부 우승
- 2010.07.26 전국여자축구선수권대회 우승
- 2010.12.30 교육과정운영 우수학교(학력향상부문)
- 2011.09.09 제11회 추계한국여자축구연맹전 우승
- 2012.02.10 제7회 졸업장 수여식(101명)
- 2012.03.01 제2대 성상호 교장선생님 취임
- 2012.04.23 한국농어촌공사 지정 팜스쿨 선정
- 2012.05.29 제41회 전국소년체전 여자축구부 우승
- 2012.10.05 2012년도 학교평가 우수교 선정
- 2012.11.30 발명영재교실 및 준비실 준공
- 2013.02.15 제8회 졸업장 수여식(132명)
- 2013.02.28 특수학급(어깨동무반) 준공
- 2013.03.16 인천축구협회장기 축구대회 우승
- 2013.08.14 제12회 전국 여자축구선수권대회 우승
- 2013.10.02 가림 어울림 한마당
- 2013.10.11 2학기 학교설명회 개최
- 2014.02.10 경제교육 연구학교 선정(2014~2015)
- 2014.02.14 제9회 졸업장 수여식(100명)
- 2014.04.07 춘계여자축구연맹전 우승
- 2014.08.03 2014 전국 여자축구대회 준우승
- 2015.02.13 종업식 및 제10회 졸업식(69명, 누계 1,219명)
- 2015.03.02 시업식 및 입학식(71명)
- 2017년 4.21 춘계여자축구연맹전 우승
- 2017년 5.27 전국소년체전 금메달
- 2017년 6.3  여왕기전국여자축구대회
- 2017년 7.2  전국여자축구선수권대회 3위
- 2017년 9.19 추계한국여자축구연맹전 우승

## 참고 자료
- 인천가림초등학교 - 한국교육학술정보원 학교알리미